# Luz del Fuego
Dora Vivacqua (Cachoeiro de Itapemirim, 21 de fevereiro de 1917 – São Gonçalo, 19 de julho de 1967), mais conhecida pelo nome artístico Luz del Fuego, foi uma dançarina, naturista, atriz, escritora e feminista brasileira. Destacou-se como pioneira na implementação do naturismo no Brasil entre os anos 1940 e 1950, tendo sido a fundadora do primeiro reduto naturista da América Latina e a primeira nudista brasileira. É também reconhecida por sua contribuição na luta pela emancipação das mulheres.
Nascida no Espírito Santo, Dora pertencia a uma família de intelectuais e políticos, que realizava em sua residência reuniões literárias com a presença de relevantes personalidades do modernismo brasileiro, em Belo Horizonte, onde se estabeleceu em 1920. Bacharelada em Ciências e Letras, optou por seguir a carreira artística em meados de 1942. Luz del Fuego foi a primeira artista brasileira a aparecer nua em um palco. Adestrou serpentes e, dois anos mais tarde, estreou nos teatros de revista do Rio de Janeiro sob o pseudônimo Luz del Fuego, com espetáculos de dança em que aparecia com um casal de ofídios enrolado em seu corpo quase sempre nu. As apresentações da moça logo provocaram furor por todo o país e transformaram-na em uma das principais atrações do teatro nacional. Embora repudiada pelos mais conservadores, que a consideravam "uma ameaça aos bons costumes", Luz del Fuego atraía enorme público para os seus espetáculos e tornou-se uma das vedetes mais conhecidas dos anos 1950 no Brasil, tendo sido contratada, inclusive, para excursionar pelo exterior.
Por suas apresentações enfrentou forte repressão das autoridades em algumas cidades, sendo, em várias delas, expulsa ou impedida de entrar. No final dos anos 1940, começou a expor os seus ideais existencialistas, naturistas, em defesa dos direitos da mulher e da liberdade de expressão, e em combate aos preconceitos sociais. Escreveu dois livros, em um dos quais lançava a teorização do movimento naturista brasileiro e, como resultado, viu-o ser banido das livrarias. Tentou candidatar-se a deputada federal com um partido político por ela fundado, mas impedido de ser registrado, e aventurou-se esporadicamente em algumas produções cinematográficas ao longo dos anos 1950. Por meio de uma autorização que recebeu da Marinha do Brasil, foi viver em uma ilha por ela rebatizada de Ilha do Sol, onde fundou o Clube Naturalista Brasileiro.
Apesar da popularidade de seus espetáculos, a artista sofreu dificuldades financeiras em seus últimos anos de vida. Luz del Fuego foi assassinada, juntamente com o seu caseiro, por dois pescadores na Ilha do Sol, em 19 de julho de 1967. Seus corpos foram lançados ao mar, mas recuperados em 2 de agosto. Sua história foi tema do documentário A Nativa Solitária, de 1954, recuperado pelo Arquivo Público do Estado do Espírito Santo (APEES), de cujo acervo faz parte, bem como de um filme que leva o seu nome lançado em 1982. Em 2010, Luz del Fuego foi incluída na lista "Musas que fizeram a história do Rio", elaborada pelo portal G1.

## História

### Primeiros anos

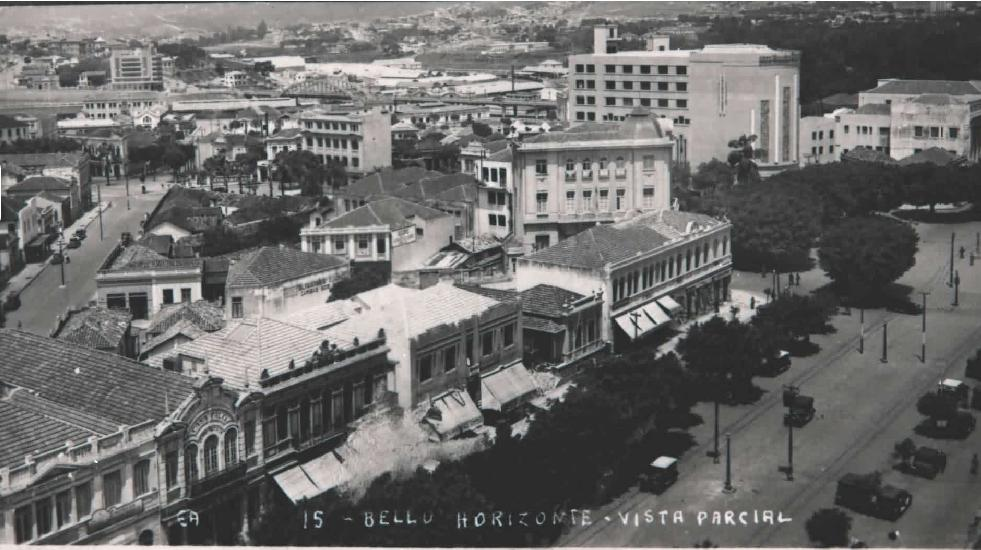
Visão parcial da capital mineira por volta de 1930. Embora tenha nascido em Cachoeiro de Itapemirim, Espírito Santo, Luz del Fuego viveu grande parte de sua infância e toda a sua adolescência em Belo Horizonte, Minas Gerais.

Dora Vivacqua nasceu em 21 de fevereiro de 1917, em Cachoeiro de Itapemirim, no Espírito Santo. Décima-quinta filha de Etelvina Souza Monteiro Vivacqua e José Antônio Vivacqua, mudou-se com a sua família para Belo Horizonte, Minas Gerais, em 1920, quando tinha três anos de idade. Oriunda de uma tradicional família de políticos e intelectuais descendente da imigração italiana no Espírito Santo, residiu no chamado Salão Vivacqua nos anos seguintes, onde saraus mensais frequentados por Carlos Drummond de Andrade e Pedro Nava eram realizados. Em Minas, descobriu o serpentário da Fundação Ezequiel Dias, que logo se tornou o seu lugar preferido, e começou a participar, aos quatro anos, dos saraus promovidos pela turma modernista de Belo Horizonte. Concluiu o ensino superior e bacharelou-se em Ciências e Letras.
Desde muito cedo, Dora exibiu comportamento rebelde, recusando-se a acatar ordens ou opiniões sobre o que fazia. Costumava caminhar pela praia de Marataízes somente de roupa íntima e bustiê improvisado com lenços. Nos carnavais, sempre aparecia com curtas fantasias confeccionadas por si, e tinha verdadeira aversão às convenções sociais e às ideologias conservadoras que lhe eram impostas. Certa vez, aos vinte anos, fugiu para o Rio de Janeiro, e, após ser encontrada pela família, foi enviada ao Colégio da Imaculada Conceição, em Botafogo, do qual se retirou após atingir a maioridade, à época, 21 anos.
Em 1929, a família retornou para Cachoeiro, onde, em 19 de agosto de 1932, o pai de Dora foi assassinado por um grupo de pessoas que, dias antes, ele expulsara de um dos seus terrenos. Com o falecimento do marido, Etelvina resolveu retornar para Belo Horizonte com as filhas que não se tinham casado ainda, mas Dora, pouco tempo depois, foi morar no Rio de Janeiro sob a tutela de Attilio, um de seus irmãos. No Rio, foi introduzida ao meio artístico e cultural pelo radialista César Ladeira, da Rádio Mayrink Veiga, e, mais tarde, conheceu José Mariano Carneiro da Cunha Neto, no Cassino da Urca, que a levou aos locais frequentados pela elite brasileira. Embora inicialmente tranquilizada, a família Vivacqua logo enfrentou problemas com o comportamento da garota, especialmente o seu irmão. Contrariando-o, ela ingressou na equipe de um circo aos quinze anos e Atillio, então eleito deputado constituinte, decidiu mandá-la de volta para Belo Horizonte a fim de evitar o envolvimento de seu nome em escândalos.
Após retornar para Minas, foi morar com a irmã Angélia e o marido da mesma, Carlos, que começou a assediá-la. Quando flagrado pela esposa, ele convenceu-a de que foi Dora a responsável pelo acontecido e fez a família considerá-la esquizofrênica, o que resultou no internamento da moça no Instituto Raul Soares por um período de dois meses em 1936. Quando deixou o manicômio, a jovem havia perdido dez quilos e, por sugestão de seu irmão Achilles, que com ela estava preocupado, foi morar na fazenda de Archilau, um outro irmão seu. Lá, desfrutava de imensa liberdade apesar de sempre estar acompanhada do filho do administrador da fazenda, para quem resolveu aparecer um dia como "Eva", usando apenas três folhas de parreira amarrados aos seios e à região do púbis, e duas cobras-cipós envoltas em seus braços. Ao ser repreendida pelo irmão, Dora agrediu-o e, consequentemente, foi uma vez mais internada em uma clínica psiquiátrica, desta vez na Casa de Saúde Dr. Eiras, no Rio de Janeiro. Achiles novamente interveio a seu favor e, após deixar o local, ela foi viver com outra irmã, Mariquinhas, em Cachoeiro.
O espírito rebelde da jovem, porém, ainda era muito vívido e, em novembro de 1937, Dora fugiu de volta para Rio, onde reatou o romance com Mariano, mas nunca quis oficializar a relação, que durou cinco anos. Novamente na, à época, capital do país, conseguiu, com o auxílio de Fernando de Sousa Costa, então Ministro da Agricultura, ingressar em um aeroclube para adquirir um brevê e, pouco depois, começou a praticar paraquedismo, mas parou de fazê-lo por exigência de Mariano. As desavenças entre o casal intensificaram-se quando Dora matriculou-se em um curso de dança de Eros Volúsia: Mariano exigia-lhe o abandono das aulas, mas ela o ignorou; deixou-o após descobrir que ele mantinha uma relação amorosa com outra mulher.

### O sucesso de Luz del Fuego e as teorias naturistas

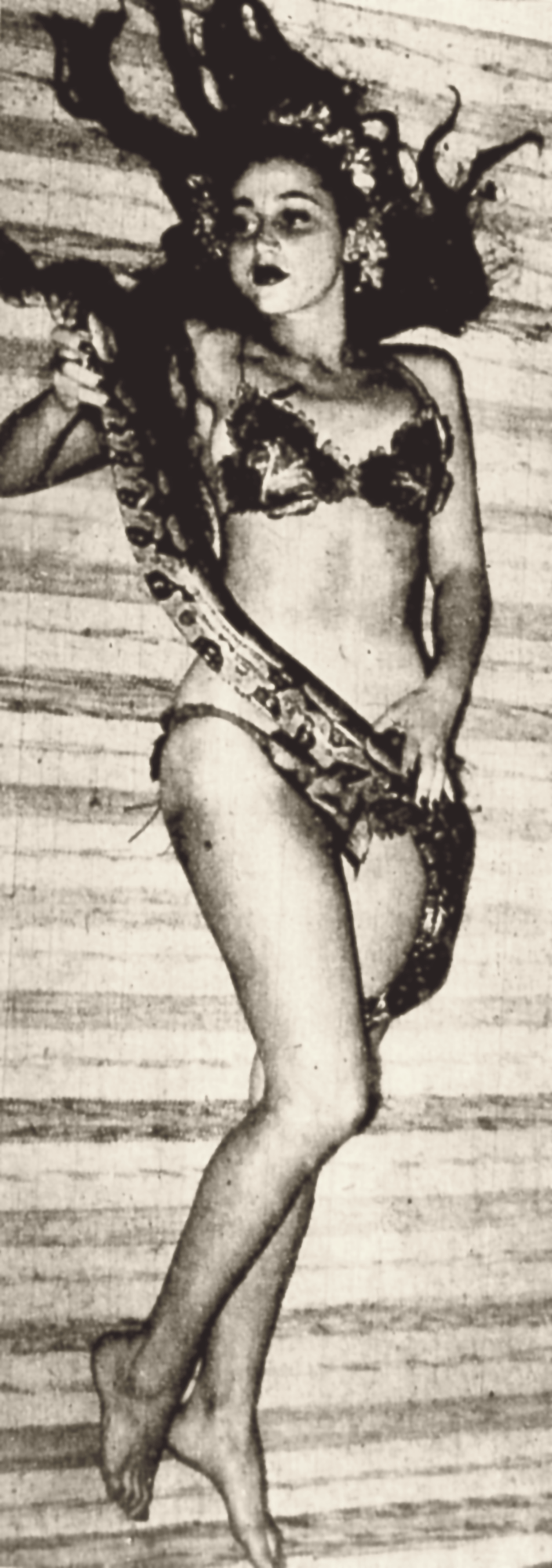
Luz del Fuego e uma de suas serpentes em fotografia publicada na revista Carioca, em 1944. Já àquele ano, a artista era conhecida por Luz del Fuego, o que contradiz a informação de que ela apenas adotara tal pseudônimo em 1947.

Depois de pôr um fim ao seu romance com Mariano, Dora decidiu seguir a carreira artística, por volta de 1942. Dizem algumas fontes sem, no entanto, base documental, que Dora estreara em um circo chamado Pavilhão Azul, em 1944, sob o pseudônimo Luz Divina, de modo que somente adotou o nome artístico com o qual se tornou famosa em 1947, por sugestão de um palhaço chamado Cascudo. Essas informações, amplamente difundidas em biografias on-line e impressas da artista, contradizem os jornais dos anos 1940, que trazem informações sobre a estreia de Luz del Fuego, já com este pseudônimo, no teatro de revista em agosto de 1944. Corrobora esta informação uma entrevista que a artista concedera à revista Carioca, publicada em janeiro de 1944, uma vez mais a utilizar o nome artístico Luz del Fuego, bem como informações divulgadas sobre as suas excursões pelo exterior já com aquele pseudônimo e antes de 1947. Porém, na edição de 19 de janeiro de 1945, um repórter d'O Jornal relatou o seguinte: "Luz del Fuego, dizem, já se chamou Luz Divina. Quase esteve em cassinos e a jiboia era sua companheira", o que pode indicar certa veracidade quanto à sua estreia no circo, apesar de o ano ainda ser conflitante. É provável, pois, que isto tenha ocorrido entre 1942 e 1943, tendo em vista que del Fuego, em entrevista concedida ao A Noite, em 1950, afirmou ter-se lançado à carreira artística em 1942.
Para além da obscuridade acerca da origem de seu nome artístico, o motivo pelo qual incluiu serpentes nos seus espetáculos é também incerto. Encontra-se difundida em publicações a história de que a artista fora inspirada pela leitura de um livro sobre mulheres macedônicas que praticavam a dança com aqueles animais. Após pesquisar no Instituto Vital Brazil, concluiu serem as jiboias as menos perigosas, portanto, as mais apropriadas para aquela finalidade. Na supracitada entrevista à revista Carioca, em 1944, del Fuego afirmou que tencionava "apresentar coisas novas sem ser excêntrica [...] Idealizei a Tentação de Eva, porém tinha um medo danado das serpentes! Mas, não seria esse o motivo para fazer malograr o meu ideal. Aprendi a domesticar cobras e hoje com elas trato familiarmente!".
Sejam quais forem as origens de seu nome artístico, é fato que a artista estreou oficialmente em 1944, com espetáculos por ela idealizados — como a própria afirmou, uma vez mais à revista Carioca, àquele ano —, intitulados Tentação de Eva, Lenda da cobra grande, Baile de Cleópatra, Macumba para prender um amor, Frevo — uma mistura de dança e mímica — Batuque e Cocktail, para além de Noturno Carioca, este escrito por Ary Barroso. A sua primeira exibição no teatro de revista ocorreu em agosto do mesmo ano, na peça Tudo é Brasil, realizada no Teatro Recreio, propriedade de Walter Pinto, no Rio de Janeiro. Em 1945, a dançarina exibiu-se em casas de espetáculos pelo Panamá, por Uruguay e por Buenos Aires, na Argentina, e, em 1946, estreou nos cinemas nacionais, na produção No Trampolim da Vida, em que apresentou "números excitantes com cobras vivas", nas palavras de um repórter do periódico A Scena Muda, em dezembro de 1946. No ano seguinte, embarcou em uma excursão por Nova Iorque, nos Estados Unidos, onde se apresentou em danceterias noturnas por três meses.
Passou uma temporada na América do Norte entre 1947 e 1948, aprimorando os seus estudos de dança moderna. Foi também nesta época em que del Fuego descobrira os filósofos existencialistas e as colônias nudistas da Europa e resolvera aprofundar os seus conhecimentos sobre os temas. Tornou-se adepta do naturismo e decidiu ser a precursora de sua implementação no Brasil, explicando: "Já Adão e Eva andavam nus. Quando se nasce, não se traz roupa sobre o corpo. As vestes são artifícios dos quais os homens se valem para encobrir coisas naturais". De volta ao Brasil, em 1948, a dançarina começou a expor seus ideais e tentou resgatar a prática dos primeiros habitantes do Brasil, muito comum em países europeus desde 1903. Com a publicação do livro A Verdade Nua, que vendeu 1 752 volumes em apenas quatro dias, lançava a teorização do movimento naturista brasileiro e defendia o nudismo das acusações de imoralidade. Num trecho da obra, escreveu: "Um nudista é uma pessoa que acredita que a indumentária não é necessária à moralidade do corpo humano. Não concebe que o corpo humano tenha partes indecentes que se precisem esconder". Em 1949, iniciou uma série de espetáculos pelas danceterias do Norte e Nordeste do país, tendo sido impedida de apresentar-se pelas autoridades no Maranhão e submetida a restrições em Fortaleza. Embora não dominasse habilmente a dança nem a atuação, Luz del Fuego conquistou imensa popularidade com os seus espetáculos pelo país.

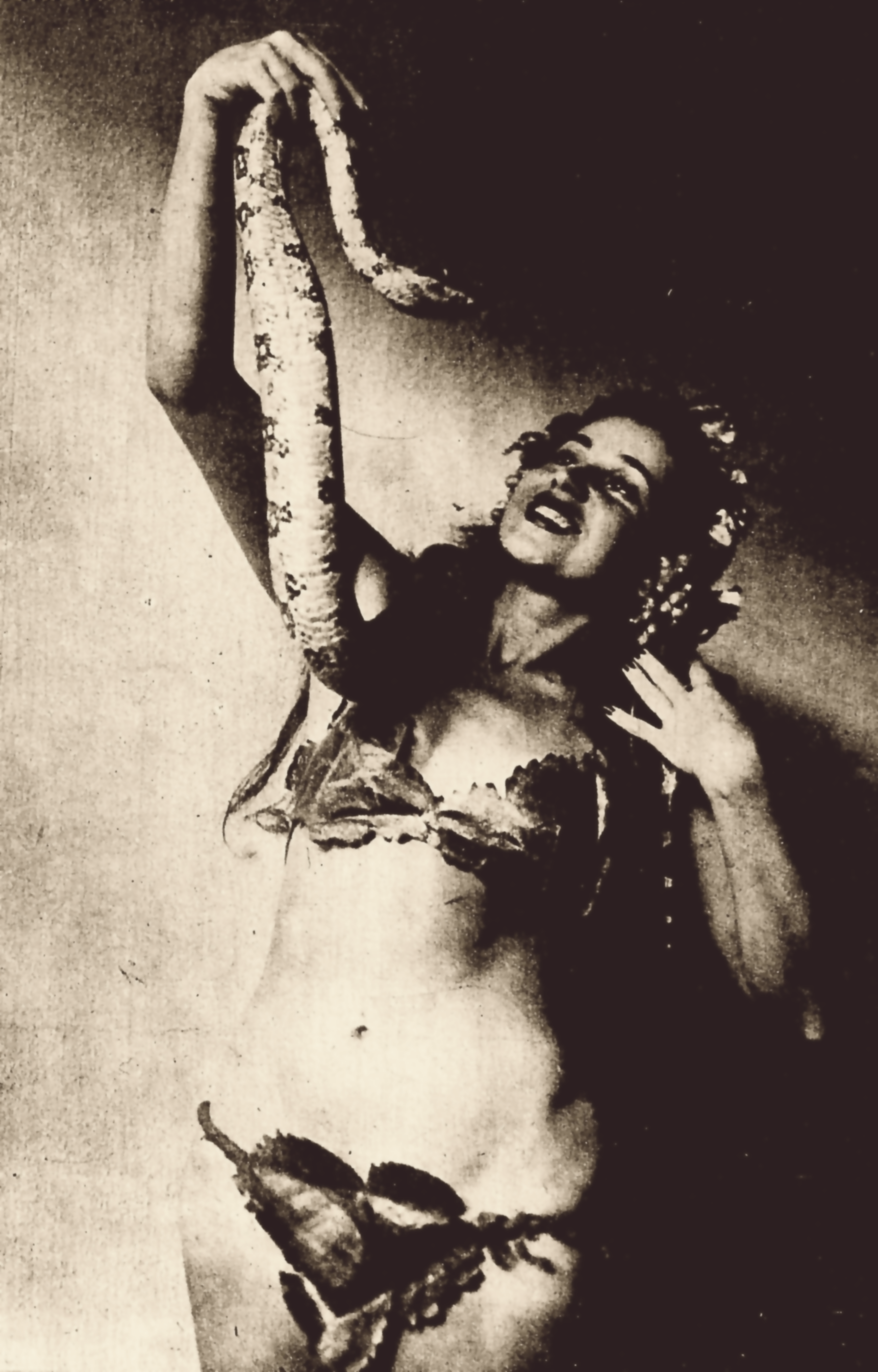
Luz del Fuego e uma de suas serpentes em 1944.

A artista retornou aos teatros em maio de 1950, com papel de destaque na peça Cutuca Por Baixo, ao lado das atrizes Dercy Gonçalves e Linda Batista, novamente no Recreio, realizando apresentações nudísticas de danças folclóricas com cinco serpentes. A produção rendeu muitos lucros, teve mais de duzentas apresentações e atraiu 195 393 espectadores em apenas dois meses de exibição. "Era atração de bilheteria! Toda gente queria ver como era a moça das cobras", afirmou Agnello Macedo, do Correio da Manhã, em agosto de 1950. Luz foi, então, contratada pelos atores Juan Daniel e Mary Daniel, proprietários do Teatro Follies, em Copacabana, para estrelar Eva no Paraíso, que se converteu em outro êxito e fez o jornal A Manhã chamar-lhe "a atração máxima do momento". Apesar de não ser creditada com o seu nome de batismo, a família Vivacqua não ficou contente para com a profissão adotada por Dora, especialmente o seu irmão Attilio, que fora eleito senador e considerava a associação prejudicial à imagem dele enquanto político. Numa entrevista com a Revista do Rádio, em 1950, del Fuego apontou os seus familiares como os seus principais "perseguidores", enfatizando Attilio, que se utilizava do cargo para impedi-la de exibir-se em teatros e danceterias. Em 1951, fundou Naturalismo, a primeira revista do país a exibir genitálias em suas publicações, que teve 21 edições até 1954.
Não demorou muito para voltar a sofrer repressões, pois no Brasil, àquela época, nem sequer era permitido o uso de maiô de duas peças nas praias e as suas ideias e apresentações trouxeram-lhe vários problemas, como acusações de atentado ao pudor e aos "bons costumes", diversas multas e intimações a delegacias. Numa atuação em São Paulo, em 1951, por exemplo, foi detida durante o espetáculo devido aos seus trajes e acabou por ser multada, embora tenha declarado: "Nunca me apresentei tão vestida no palco!". Numa de suas passagens por Belo Horizonte, em 1952, causou alvoroço entre a população e recebeu ordens do prefeito para deixar a cidade imediatamente. Em 1953, um grupo católico de Juiz de Fora, liderado pelo bispo Dom Justino José de Sant'Ana, da arquidiocese local, conseguiu fazer com que as autoridades não a permitissem apresentar-se no município. Casos semelhantes foram registrados noutras regiões, como em Sergipe e Valença, tendo sido, em ambas, impedida de atuar. Também em 1953, foi detida e condenada a seis meses de prisão por ultraje ao pudor e desacato à autoridade em uma festa carnavalesca, mas absolvida, e orientada a submeter-se a exames de sanidade mental por um representante do Ministério Público, em 1955, que sugeriu o seu internamento  em um manicômio. Os métodos que utilizava para promover as suas ideias, como uma aparição no Viaduto do Chá, em São Paulo, fantasiada de Iemanjá e completamente sem roupas, ou apresentações seminua em carros abertos na Avenida Atlântica, no Rio, em que dançava e exibia as serpentes aos que ali estivessem presentes, também resultaram em detenções.

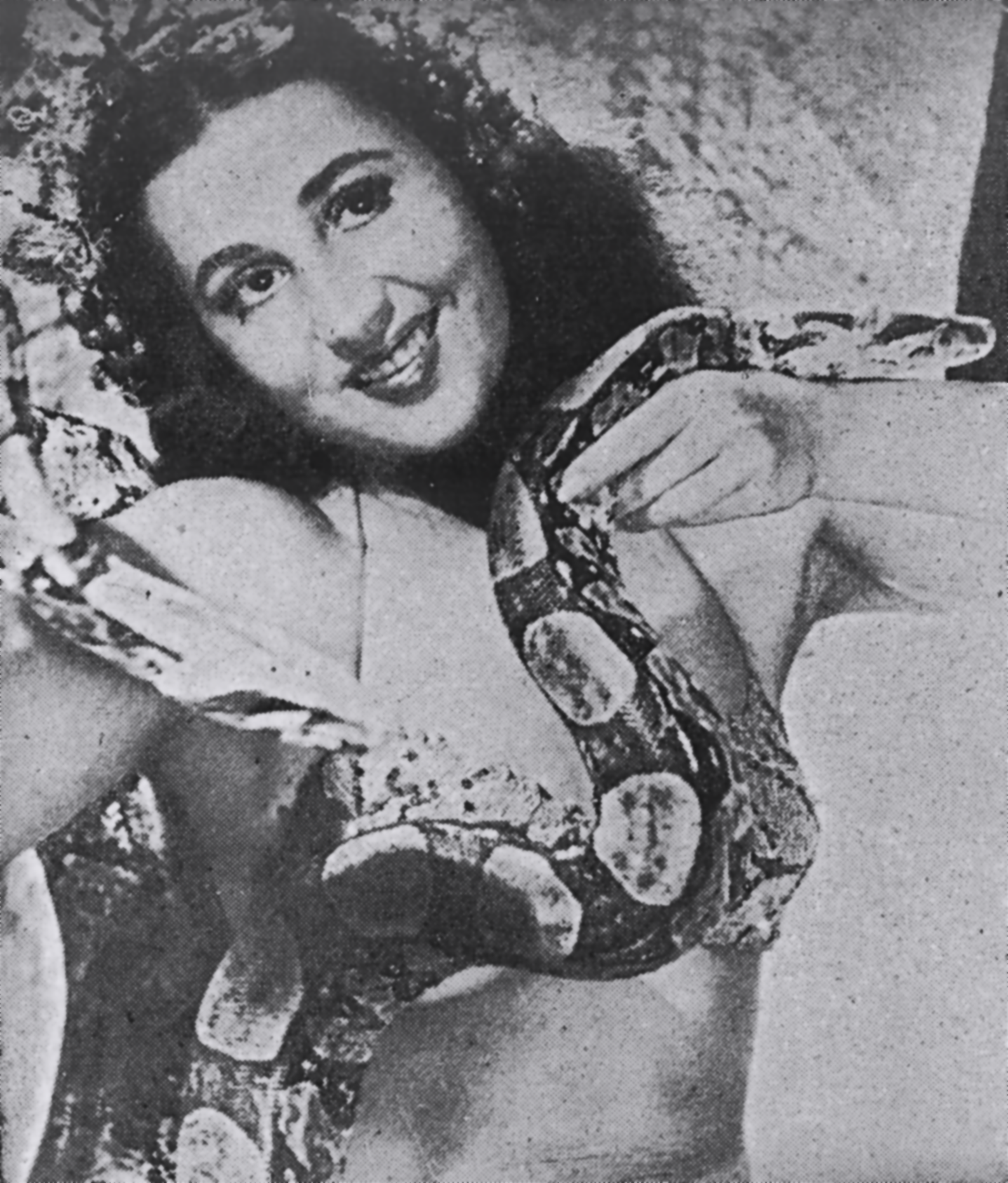
A atriz em cena do filme No Trampolim da Vida (1946).

Tentou lançar-se na carreira política com a fundação do Partido Naturalista Brasileiro, em 7 de setembro de 1949, que defendia o estabelecimento de espaços públicos nos quais famílias pudessem criar uma relação harmoniosa com a natureza totalmente despidos e cujo slogan, "Menos roupa e mais pão! Nossa lema é ação!", repercutiu em todo o país. A naturista o promovia durante as suas excursões pelo país, distribuindo panfletos com as escritas: "Para a fome, temos o pão. Para a sede, a água. Para a imoralidade, a nudez!". O partido conseguiu 50 mil assinaturas apoiando-o, mas não foi registrado devido à perda dos documentos, como revelou a própria Luz, em setembro de 1950: "Já estava quase registrado meu partido. Para que ele fosse realmente forte, eu queria obter a adesão de um grande figurão da política. Por isso, dirigi-me ao senhor Salgado Filho, que me recebeu muito bem, dizendo que ia entender-se com o senador Getulio Vargas para esse fim. Na última viagem que ele empreendeu ao Sul, levou consigo o meu memorial que continha as 50 mil assinaturas de adeptos do P.N.B. Faça ideia, agora, como sofri, quando tive notícia do trágico desastre em que pereceu o senador Salgado Filho, pois, como sabia, o documento assinado pelos meus eleitores também havia sido queimado no horrível desastre...". Embora se tenha noticiado aquilo à época, sabe-se, hoje, que foi Attilio quem pôs fim aos documentos.
No decorrer dos anos 1950, del Fuego realizou diversas apresentações pelas regiões Norte, Sul e Sudeste do país, e recebeu convites para excursionar pelos Estados Unidos e pela Europa, bem como para realizar um espetáculo para o Rei Faruk do Egito. Além disso, continuou a destacar-se nos palcos de teatros como o Recreio — com as suas apresentações baseadas no folclore brasileiro —, o República e o Follies. Para O Nu Através dos Tempos, que estreou em 1951, no República, por exemplo, a dançarina atraiu 293 975 espectadores em apenas um mês. Sobre o espetáculo, um repórter do periódico A Manhã declarou: "De há muito o Teatro República não registra sucesso igual!". Luz e Elvira Pagã foram chamadas "as responsáveis por provocar verdadeiras explosões de gargalhadas" pelo Diário da Noite, em referência ao êxito Balança Mas Não Cai, do Teatro Carlos Gomes. O sucesso também lhe permitiu protagonizar os filmes Folias Cariocas e Não Me Digas Adeus, fê-la estampar a capa da revista americana Life e consagrou-a como uma das vedetes mais populares de sua época no Brasil, de modo que repórteres da Revista de Copacabana descreveram-na como "um dos nomes de maior evidência do mundo artístico brasileiro". Em 1959, após quatro meses a atuar em outro êxito, Mulher... Só Daquele Jeito, no Teatro Carlos Gomes, recebeu propostas para realizar apresentações em Las Vegas, nos Estados Unidos, remuneradas com mil dólares diários — à época, cerca de 150 mil cruzeiros.

### Ilha do Sol e o Clube Naturalista Brasileiro

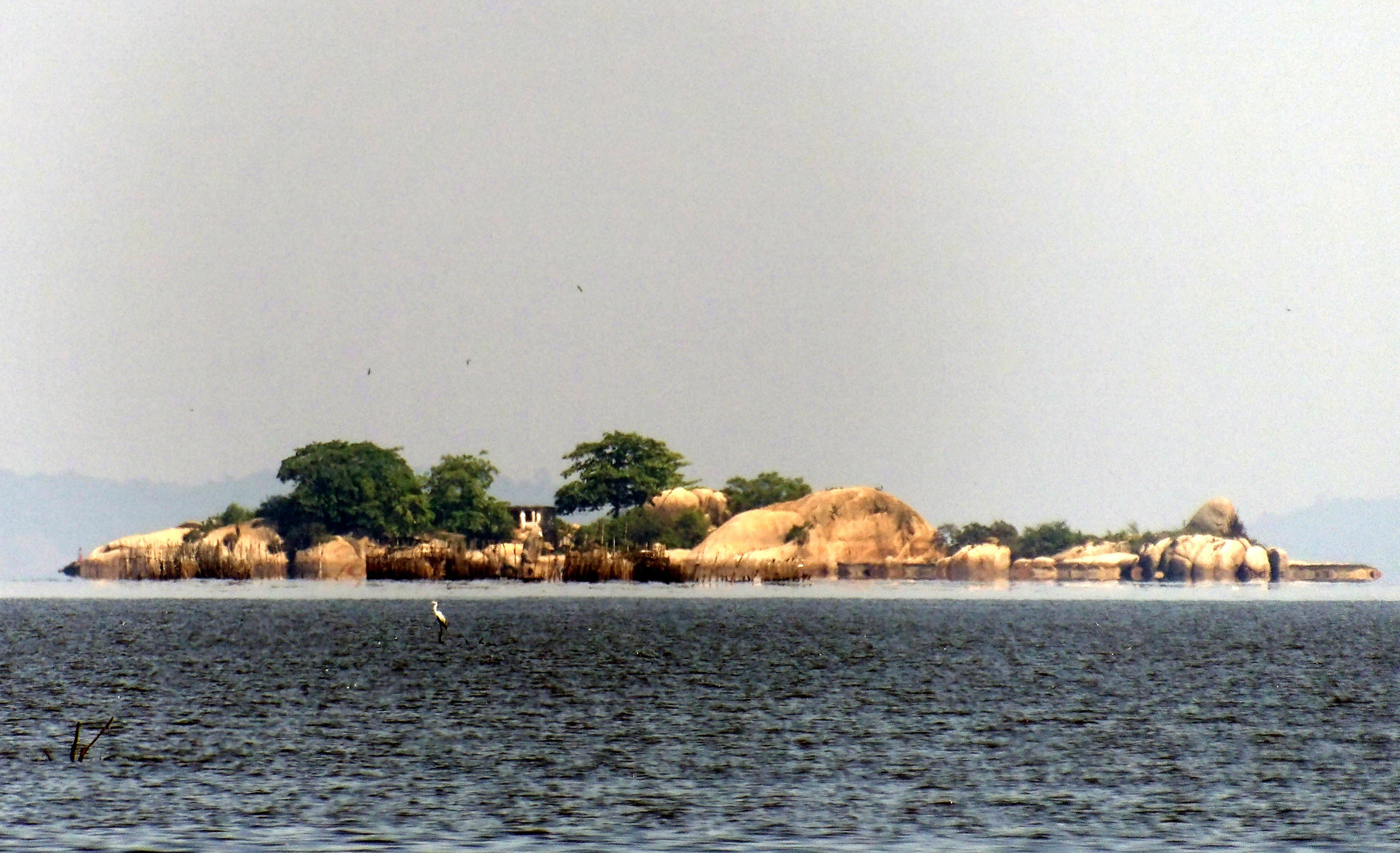
Ilha do Sol, onde Luz del Fuego fundou a primeira colônia nudista da América Latina.

Quando A Verdade Nua foi lançada, as autoridades brasileiras conservadoras logo trataram de eliminar quaisquer sinais da publicação nas livrarias, e a obra passou, então, a ser comercializada somente por reembolso postal. Todo o dinheiro arrecadado com as vendas seria utilizado para a fundação do reduto naturalista que Luz del Fuego tanto almejava. Na primeira metade dos anos 1950, a atriz obteve uma autorização da Marinha do Brasil para viver na ilha Tapuama de Dentro, que possui mais de oito mil metros quadrados, e a rebatizou de Ilha do Sol. Lá, fundou o Clube Naturalista Brasileiro, em 1951, o primeiro do gênero na América Latina e sobre o qual mantinha rígido controle, não permitindo a entrada de bebidas alcoólicas, proferir palavras de baixo calão nem a prática de relações sexuais na colônia, distinguindo nitidamente naturalismo de libertinagem. Também não era permitida a entrada de menores de idade e, caso uma pessoa fosse comprometida, o parceiro tinha de estar ciente de sua visita à ilha. Luz promovia a prática de atividades esportivas, como vôlei, banhos de sol e mar, e exibia aos presentes peças teatrais e filmes — em geral, documentários sobre as colônias nudistas europeias. Pela iniciativa, recebeu uma carta dos organizadores da Confederação Nudista da América do Norte, em 1952, parabenizando-a.
A Ilha do Sol não foi incluída na lista dos roteiros turísticos do Rio de Janeiro, mas tornou-se extremamente popular e atraiu, inclusive, personalidades do cinema americano, como Errol Flynn, Lana Turner, Ava Gardner, Glenn Ford, Brigitte Bardot e Steve McQueen. Segundo o Correio da Manhã, mais de três milhões de mineiros visitaram a ilha. O local foi incluído nos registros da Federação Internacional Naturalista da Alemanha e conseguiu 240 sócios, mas todos que desembarcassem na ilha apenas podiam permanecer se ficassem completamente despidos. Com a colônia, Luz del Fuego tornou-se a primeira nudista brasileira e, em 1964, foi entrevistada por um correspondente brasileiro para uma matéria que seria publicada pela revista alemã Frieden Leden.

### Últimos anos e assassinato
Por volta dos anos 1960, Luz del Fuego foi morar na Ilha do Sol. Àquela altura, com mais de 40 anos de idade, ela não atraía mais o interesse de homens influentes como antes e passava por dificuldade financeiras. Entre 1960 e 1961, atuou em Carnaval da Ilha do Sol, no Teatro João Caetano, com Wilza Carla e Costinha, e, em 1962, apresentou-se em Campos do Jordão e recebeu propostas para excursionar pela América do Sul. No entanto, afastou-se dos teatros de revista nesse mesmo ano, retornando somente em 1964 com espetáculos em São Paulo. Numa entrevista concedida à Revista do Rádio, em 1965, Luz afirmou ter-se ausentado dos teatros para dedicar-se à reforma da Ilha do Sol, com a qual gastou trinta milhões de cruzeiros em construções, inclusive de um restaurante nudista. "Quando comprei e fui morar na Ilha do Sol, aquilo não passava mesmo de um recanto deserto, dentro da Baía de Guanabara. Não havia nenhuma casa. Dediquei-me, então, à construção de várias moradias, permanecendo ali meses seguidos sem vir ao Rio", justificou ela. A artista pretendia reabrir a ilha em março para os festejos do Quarto Centenário do Rio. Ainda àquele ano, a dançarina estrelou Boas em Liquidação, com Sônia Mamede, no Teatro Rival, que registrou boa bilheteria, e foi convidada pela Federação Internacional de Nudistas para viajar à Alemanha, onde concorria ao título de "Mais Bela Nua do Mundo".
Em outubro de 1965, Luz queixou-se à polícia da visita de malfeitores à Ilha do Sol. Nela embarcaram os irmãos pescadores Alfredo Teixeira Dias e Mozart "Gaguinho" em busca de fortuna. Meses depois, del Fuego dirigiu-se novamente às autoridades e denunciou-os pela prática de ações criminosas na região, inclusive pelo assassinato de um outro pescador, tendo informado à polícia o local onde Alfredo estava homiziado. Na noite de 19 de julho de 1967, uma quarta-feira, Alfredo convocou o irmão para ir à Ilha do Sol para conversar com Luz, porém, revelou durante o percurso que a pretendia assassinar para vingar-se da artista. Quando a dupla chegou à Ilha, os cães da dançarina fizeram alarde e ela apareceu em seguida, portando um revólver. Alfredo, então, disse-lhe que a embarcação por ela utilizada para transporte estava a ser furtada e convenceu-a a ir com ele atrás dos "criminosos". Ao se afastarem da ilha, ele deferiu-lhe violento golpe na região da cabeça, que a fez cair. Em seguida, abriu-lhe o abdome com golpes de arma branca. Os dois retornaram à ilha, onde encontraram o caseiro Edigar Lira e com ele fizeram o mesmo. Alfredo e Mozart, então, amarraram os corpos a pedras, lançaram-nos ao mar e depois retornaram à ilha para saquear a residência da vítima.
O desaparecimento de del Fuego repercutiu nos noticiários de todo o país e chegou a ser encarado como um golpe de publicidade por alguns meios de comunicação. Tal hipótese foi descartada após o delegado Rui Dourado, da Terceira Delegacia Distrital, encontrar, no dia 23, a residência da artista em desordem e verificar por meio de um levantamento que objetos de valor haviam sido furtados. Foram detidos nesse dia Agildo dos Santos, ex-funcionário de Luz, e o portuário Hélio Luís dos Santos, ex-amante da artista e apontado como o principal suspeito por tê-la agredido duas semanas antes, mas os policiais prosseguiram com as buscas pela Ilha do Sol, por Niterói e por ilhas vizinhas, onde acreditavam estar escondido Mozart, o segundo suspeito, visto que havia, meses antes, assaltado a residência da naturista três vezes, e à procura de dois pedreiros que trabalhavam para Luz e haviam desaparecido após o acontecido. No dia 25, a embarcação da dançarina foi encontrada próxima à Ilha do Braço Forte por portuários, que perceberam nela manchas de sangue e resolveram comunicar às autoridades. Também os familiares da nudista afirmaram, nesse mesmo dia, não saber onde ela estava. Cada vez mais convencidos de que a atriz havia sido assassinada, os policiais iniciaram buscas pelo mar.
Os corpos de del Fuego e de Edigar foram encontrados apenas em 2 de agosto. A cerimônia fúnebre da artista ocorreu no dia seguinte, no cemitério São João Batista, e foi realizada por amigos e alguns familiares; Edigar foi sepultado no dia 4. Após ser detido, Alfredo, inicialmente, pôs a culpa no ex-amante da artista, Hélio. Segundo a sua versão, ele e Mozart pescavam quando o portuário os abordou, mostrando-lhes a embarcação em que estavam as vítimas e oferecendo-lhes recompensa para que se desfizessem dos corpos, tendo os dois aceitado a proposta. Já o seu irmão realizou tentativas de fugas, que resultaram em uma troca de tiros com policiais e no assassinato de Júlio Pereira da Silva, investigador de polícia. Mozart entregou-se às autoridades no dia 15 de agosto por intermédio de seu advogado e, no mesmo dia, foi acareado com Alfredo pelo delegado Godofredo Ferreira, revelando toda a verdade sobre o homicídio. O interrogatório foi realizado no prédio da Secretaria de Segurança Pública do Estado do Rio e Mozart inocentou Hélio. Tanto ele quanto o irmão foram condenados a 31
anos de prisão, em 1968.

## Legado e reconhecimento

### Naturismo e feminismo

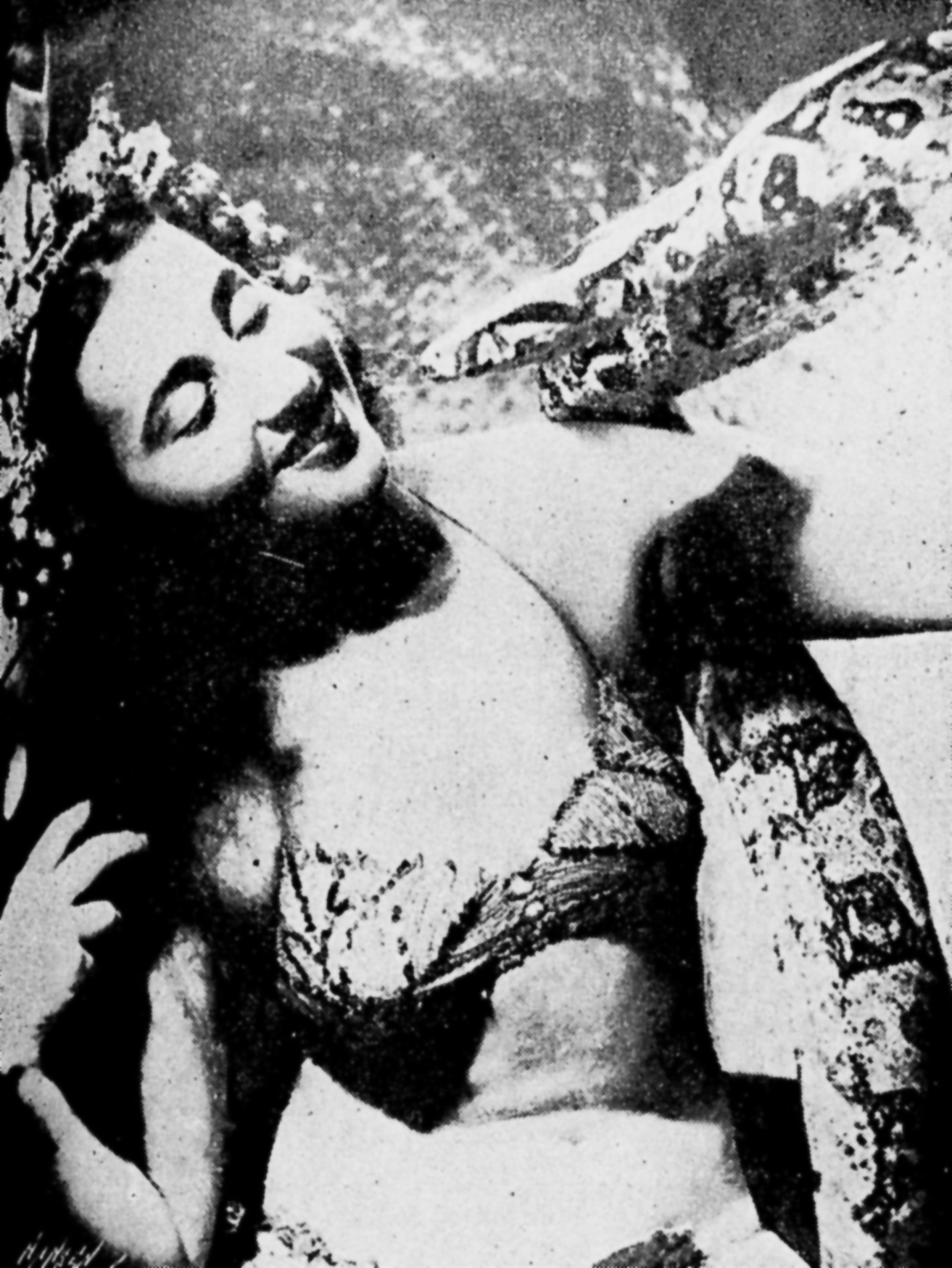
Luz del Fuego e uma de suas serpentes, em 1946.

Como defende Milton Cunha, colunista do periódico O Dia, Luz del Fuego destacou-se por ser uma mulher muito à frente de seu tempo. Despida de preconceitos, a atriz pregava a volta à natureza, prezava a liberdade de expressão e foi a responsável por trazer ao Brasil movimentos que não existiam à época, como o ecologismo e o naturismo, sofrendo repressão e perseguição dos "defensores da moral". "Infelizmente, o Brasil ainda é um país onde poucos compreendem o nudismo. Mas é necessário que alguém desperte o povo brasileiro para que compreenda a natureza, assim como Moisés despertou os judeus para a liberdade", disse Luz a um repórter da Revista do Rádio, em 1952. Por ser a pioneira na prática do naturismo no Brasil, o dia 21 de fevereiro, data de nascimento de del Fuego, é considerado o "Dia do Naturismo" no país. Os ideais naturistas da artista permitiram a instituição da primeira área oficial do gênero no país em 1983, na Praia do Pinho, em Santa Catarina. Em 1988, foi fundada a Federação Brasileira de Naturismo (FBrN), órgão responsável pela organização e controle das atividades naturistas no país e, em 1996, as Normas Éticas do Naturismo Brasileiro foram estabelecidas. Com a fundação do Partido Naturalista Brasileiro, como observou Ricardo Fernandez, do A Cena Muda, em 1950, a atriz "revolucionou a política, lutando contra os preconceitos sociais", que, nas palavras da própria, constituem empecilhos ao progresso de qualquer nação, e "[por] um programa diferente destinado a libertar os oprimidos". Entre as propostas do partido, estavam a abolição da restrição imposta à prática do espiritismo e das religiões de matriz africana, o direito ao divórcio e o estabelecimento de medidas efetivas de proteção aos animais.
A dançarina também é considerada um ícone para o movimento feminista brasileiro, pois desde os anos 1949 lutava pela emancipação feminina, buscando "amparar a mulher e torná-la independente" e "[tirá-la] do caos (...), dar-lhe altivez pelo trabalho, erguê-la pela honra e pelo direito que lhe cabe no seio da sociedade". Numa entrevista concedida ao periódico A Cena Muda, em 1950, relatou: "Defenderei com destemor a causa da mulher brasileira, tornando realidade uma antiga e justa aspiração do povo brasileiro que os preconceitos sociais jamais permitiram!". Luz certa vez declarou ao Diário Carioca que a luta pelos direitos da mulher, muito perseguida pelos preconceitos socais, estava entre os principais objetivos de seu partido político. Ao analisar a sua ideologia, em 1949, um repórter do Diário da Noite declarou: "Luz del Fuego representa o protótipo da mulher moderna. Com ideias avançadas, querendo libertar-se de preconceitos sociais, idealiza e se joga à aventura, sem considerar as possíveis críticas". Jória Motta Scolforo, do Arquivo Público do Estado do Espírito Santo, reconheceu a contribuição de del Fluego para este movimento, dizendo: "[Luz] possui papel de destaque no Espírito Santo como uma das precursoras na busca por um espaço no qual a mulher pudesse se mostrar e agir conforme as suas convicções e vontades". Cristina Agostinho, escritora e biógrafa, chamou-a "mulher de vanguarda" por "desafiar os preconceitos da época". Similarmente, Friedmann Wendpap, colunista do Gazeta do Povo, nomeou-a "sagaz" e afirmou que ela "transitava nas bordas da vanguarda", prosseguindo: "A vedete das vedetes fez do Rio o laboratório das suas inovações e ali encontrou a conjunção de pessoas que moldam o futuro; artistas, intelectuais, loucos de todo gênero que reverberaram os arroubos de Luz del Fuego e os amaciaram para alcançarem a condição de modismos, de coisa prafrentex".
Luz del Fuego foi homenageada pela cantora Rita Lee, em 1975, em uma canção epônima na qual é chamada "uma mulher sem medos". Em 2010, a naturista foi incluída na lista "Musas que fizeram a história do Rio", elaborada pelo G1. Em 2011, na exposição "Brasil Feminino" — que narrava a trajetória social da mulher brasileira desde o período colonial —, realizada durante o XVI Encontro Nacional do Programa Nacional de Leitura, na Biblioteca Nacional do Brasil, a dançarina foi nomeada uma das "heroínas do século XX". Em 2012, um repórter do Folha de S.Paulo mencionou-a como uma das mulheres históricas do Brasil por "erguer a bandeira do naturismo e zelar pela causa feminina até à morte". Em 2013, uma colunista do Correio Braziliense escreveu que del Fuego, assim como a francesa Simone de Beauvoir, notabilizou-se por "mostrar que muitas das diferenças entre os gêneros são frutos mais de uma imposição cultural do que biológica". Numa exposição realizada pela pintora pernambucana Nathália Queiroz, em 2015, a atriz foi considerada, assim como Rita Lee, Nina Simone e a escritora Pagu, uma das representantes do empoderamento feminino. Naquele mesmo ano, durante a exposição "Tarsila e Mulheres Modernas no Rio" — que apresentou mulheres que desempenharam papéis revolucionários em suas áreas entre o fim do século XIX ao término da Segunda Grande Guerra —, realizada pelo Museu de Arte do Rio, del Fuego foi citada entre as mulheres que "atuaram na desconstrução da vida puritana, questionaram a ordem patriarcal da sociedade e advogaram a emancipação da mulher" e promoveram uma "biopolítica de corrosão do poder". Em 2016, a edição brasileira do site BuzzFeed colocou-a em oitavo lugar no catálogo "14 mulheres brasileiras que fizeram história".

### Obras literárias e produções cinematográficas

Capa do livro Trágico Black-Out. O ano em que a primeira edição foi realizada é conflitante.

Luz del Fuego iniciou a escrita de suas obras literárias por volta do começo dos anos 1940, após deixar o Colégio da Imaculada Conceição. A sua primeira obra, Trágico Black-Out, trata-se de um romance noir. Traz relatos comprometedores sobre a sua vida, como o abuso que sofreu de seu cunhado, Carlos, que a fez ser enviada ao manicômio Casa de Saúde Dr. Eiras, e alusões à prostituição, bem como críticas à sociedade conservadora. Trágico Black-Out foi publicado em 1942.
Encontra-se, porém, amplamente difundido em biografias e páginas on-line que Trágico Black-Out fora publicado em 1947, o que contradiz não somente a artista, que em entrevista concedida ao A Noite, revelou ter publicado o seu primeiro livro em 1942, como também um artigo publicado por O Jornal, em 1945, em que o autor relata uma conversa que tivera com um poeta, que lhe afirmou ter em mãos "o registro literário de um romance passado em três noites de escurecimento em Copacabana, Trágico Black-Out", inclusive, citando Luz del Fuego. Com uma tiragem modesta de mil exemplares, o livro teve pouca divulgação e seu irmão, Attilio Vivacqua, conseguiu adquirir mais da metade dos volumes e os queimou. Ao início do livro, a autora anunciava um outro livro a ser publicado, intitulado Rendez-vous das Serpentes, o que nunca foi concretizado; na introdução ela escreveu:
"Ao publicar o meu primeiro livro, a minha sensação é a mesma de quando me desnudei diante do primeiro homem. É a voz do íntimo que cá se desnuda. Não é o 'manto diáfano da fantasia' que pretendo oferecer ao leitor e sim aquilo que colhi dentro da vida, numa ampliação real dos que vivem e amargam sob um sensualismo incontido, e em volta do qual vibram numa inquietante inveja, numa constante ambição e num angustioso duelo entre o Homem e o Dinheiro".
O segundo livro, A Verdade Nua, é uma autobiografia que foi publicado no ano seguinte e, como mencionado antes, expõe os ideais de sua filosofia naturista e as suas ideias naturalistas de vegetarianismo e nudismo. A primeira edição da obra foi toda apreendida pela polícia em 1948, mas uma segunda edição foi feita em 1950 e a venda dos exemplares se fez pelo reembolso postal; continha vinte fotos da autora e três das suas cobras.
Luz del Fuego foi tema de um documentário produzido em 1954 intitulado A Nativa Solitária, que hoje faz parte do acervo do Arquivo Público do Estado do Espírito Santo (APEES), responsável pela restauração da obra em 2013, e de um filme que leva o seu nome, lançado em 1982, dirigido por David Neves e estrelado por Lucélia Santos. No Festival de Gramado de 1982, a produção venceu os troféus de "Melhor Ator" e "Melhor Atriz" entregues para Walmor Chagas e Lucélia, respectivamente. A família de Luz, no entanto, repudiou a produção por "deturpar a imagem da dançarina" e solicitou a sustação do filme. O roteirista Joaquim Vaz de Carvalho, em entrevista concedida ao Jornal do Brasil, considerou as acusações infundadas e recorreu à liberação da exibição da produção, afirmando que a família "sempre teve interesse em desprezar Luz del Fuego" e apenas objetivava "continuar a abafar qualquer referência a ela". A biógrafa Cristina Agostinho, autora do livro Luz del Fuego: a bailarina do povo (1994), também discordou da maneira como Luz foi retratada no filme, afirmando que a obra "cometeu uma série de erros de informação e se pautou pela mitologia em torno da prostituta".

## Filmografia

### Cinema
| Ano  | Título                       | Direção/Produção*            |
| 1946 | No Trampolim da Vida         | Alexandre Wulfes*            |
| 1947 | Não Me Digas Adeus           | Luis Moglia Barth            |
| 1948 | Folias Cariocas              | Manuel Jorge e Hélio Thys    |
| 1948 | Poeira de Estrelas           | Moacyr Fenelon               |
| 1952 | Saúde e Nudismo              | Desconhecido                 |
| 1954 | A Nativa Solitária           | Francisco de Almeida Fleming |
| 1957 | Cururu, o Terror do Amazonas | Kurt Siodmak                 |
| 1959 | Comendo de Colher            | Al Ghiu                      |
| 1969 | Tarzan e o Grande Rio        | Robert Day                   |

## Teatro
| Ano           | Espetáculo                               | Local                 |
| 1944          | Tudo é Brasil                            | Teatro Recreio        |
| 1950          | Cutuca Por Baixo                         | Teatro Recreio        |
| 1950          | Cutuca Por Baixo                         | Teatro Santana        |
| 1950          | Festival de Danças Brasileiras           | Teatro Recreio        |
| 1950          | Eva no Paraíso                           | Teatro Follies        |
| 1951          | É Rei, Sim                               | Teatro Recreio        |
| 1951          | É Rei, Sim                               | Teatro Santana        |
| 1951          | É Rei, Sim                               | Teatro Braz-Politeama |
| 1951          | Balança Mas Não Cai                      | Teatro Carlos Gomes   |
| 1951          | A Fruta de Eva (O Nu Através dos Tempos) | Teatro República      |
| 1952          | A Fruta de Eva (O Nu Através dos Tempos) | Teatro República      |
| A Verdade Nua | Teatro Follies                           |                       |
| A Verdade Nua | Teatro República                         |                       |
| É Grande Rei  | Teatro Madureira                         |                       |
| 1953          | —                                        | Teatro Odeon          |
| 1953          | O que é que o bikine tem?                | Teatro Recreio        |
| 1954          | É Sopa no Mel                            | Teatro República      |
| 1955          | —                                        | Teatro João Caetano   |
| 1955          | Esta Mulher É de Morte                   | Pauliceia             |
| 1959          | Momo e Bambolê                           | Teatro Paramount      |
| 1959          | Mulher... Só Daquele Jeito               | Teatro Carlos Gomes   |
| 1960-61       | Carnaval da Ilha do Sol                  | Teatro João Caetano   |
| 1964          | —                                        | São Paulo             |
| 1965          | Boas em Liquidação                       | Teatro Rival          |